# Enseñanzas religiosas

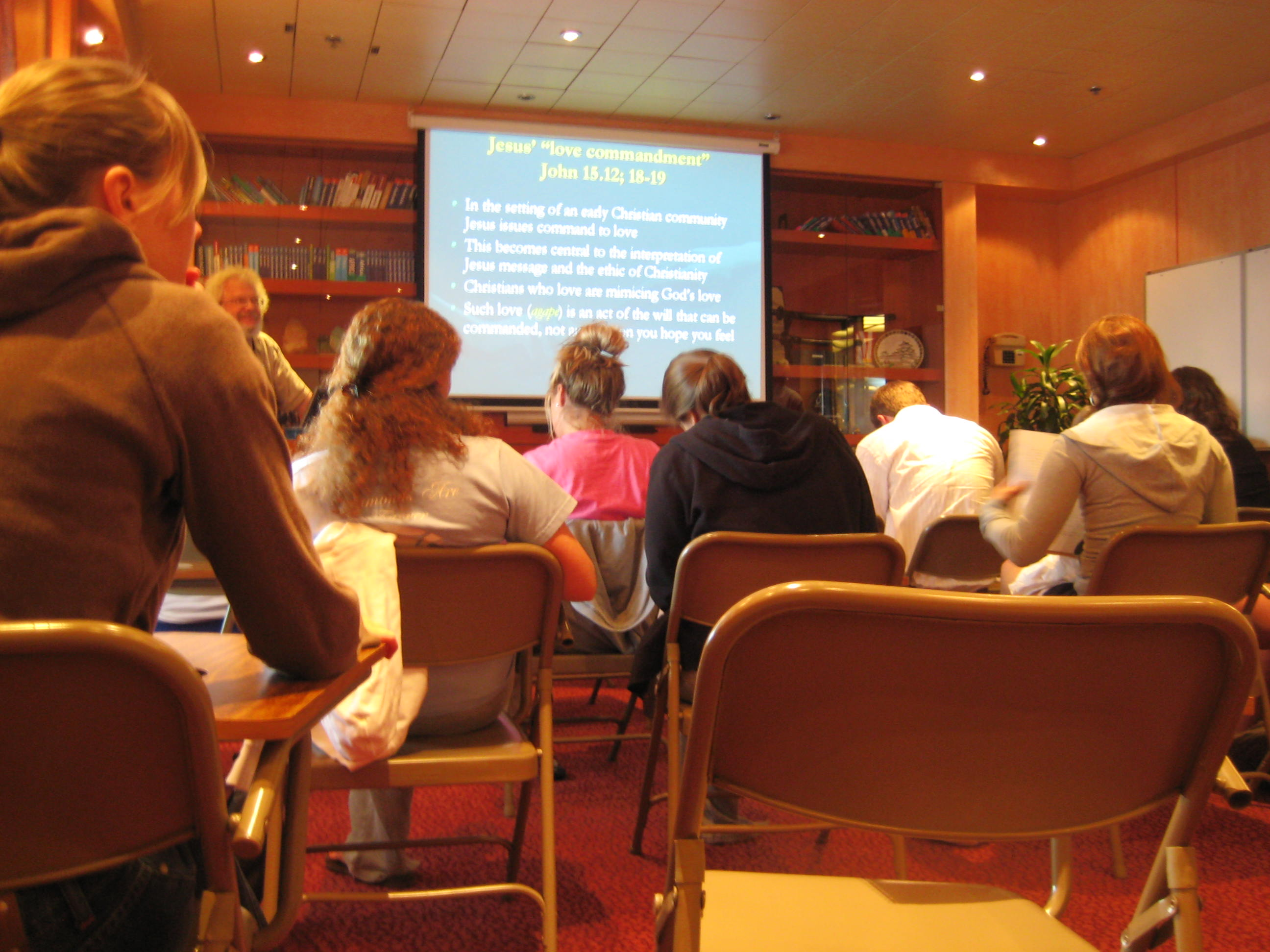
Alumnos en una clase de religión

La enseñanza religiosa (también, educación confesional o educación religiosa) es la denominación de los sistemas educativos o de la parte de ellos en que la religión es determinante. Sin ser el único vehículo de transmisión de los valores religiosos (que pueden estar presentes en la totalidad del sistema educativo), la materia o asignatura en que se suele formalizar es la asignatura de religión. Se imparte principalmente en los centros educativos de enseñanza primaria y de enseñanza secundaria, y sus contenidos son los dogmas, las creencias, los principios, la moral y los ritos de una determinada confesión religiosa. La existencia o no de la asignatura, su carácter obligatorio u opcional, la concreción de su currículum, la selección del profesorado que la imparte, su valor académico, etcétera, son características que varían en los distintos países y épocas, según la política y la legislación educativa y el grado de laicidad o confesionalidad del Estado.
Mientras que en la Antigüedad clásica las instituciones educativas surgidas de las escuelas filosóficas no tenían un marcado componente religioso, en la Edad Media cristiana la enseñanza fue eminentemente religiosa, vinculada a las escuelas monásticas y episcopales de las que surgieron los studia generalia y la universidad medieval. Lo mismo puede decirse de las madrazas musulmanas, surgidas en el entorno de las mezquitas. La especialización de las enseñanzas se hizo inicialmente con una clara prioridad: la teología estaba en la cúspide y los demás saberes estaban subordinados (philosophia ancilla theologiae) entre las órdenes religiosas dedicadas a la enseñanza destacaron los dominicos, los agustinos y los franciscanos. En la Edad Moderna se establecieron seminarios para la formación de los sacerdotes, diferenciados de las instituciones educativas para seglares; pero hubo también instituciones educativas confesionales en las que participaban ambos, particularmente los colegios jesuitas, los escolapios o las ursulinas. En la Edad Contemporánea y en distintos países se experimentaron muy distintas formas, desde la escuela pública laica (el modelo francés) hasta la escuela nacional-católica tanto en centros públicos como privados (el modelo del franquismo en España), pasando por los modelos con escuela pública que incluye asignatura de religión opcional y que admiten escuelas concertadas tanto laicas como religiosas (desde el siglo XIX se multiplicaron las órdenes, congregaciones y otras instituciones religiosas dedicadas a la enseñanza -corazonistas, claretianos, salesianos, Opus Dei, legionarios de Cristo, etc.)
También se imparten enseñanzas religiosas fuera del entorno escolar habitual (catequesis, escuela dominical, etc.)
Por encima de la autoridad doctrinal dentro de cada una de las religiones ("magisterio de la Iglesia" en el catolicismo), los textos sagrados de cada una de ellas son considerados como sus principales "doctrinas" o "enseñanzas", particularmente cuando están expresados en forma de discursos pronunciados por Buda, Jesucristo, Mahoma, etc.
No deben confundirse las enseñanzas religiosas con la rama del conocimiento conocida como ciencias de la religión, que tienen a la religión como objeto de estudio, y por tanto no tienen por qué ser confesionales, incluso pueden cuestionar a las religiones. En el ámbito escolar, se han introducido asignaturas no confesionales que estudian el "hecho religioso", bien como asignatura común, bien como alternativa a la asignatura de religión.

## Asignatura de religión por país

### Unión Europea
En los países de la Unión Europea se dan situaciones muy dispares:

#### Alemania
La asignatura de religión es obligatoria en los Länder de la República Federal Alemana, desde antes de la reunificación de 1991, para todos los alumnos de primaria y de secundaria —en los estados federados de la antigua RDA no había clases de religión sino que se impartía una materia llamada "organización de vida-ética-religiones"—, aunque los padres y los alumnos mayores de 14 años pueden pedir reemplazar la clase de religión por un curso de ética. Los profesores de la asignatura de religión tienen que tener un nivel académico similar al que se pide a los de las otras asignaturas —se exigen estudios de teología o religión— y el Estado paga sus salarios. La religión que se enseña en la asignatura lo decide cada Land —la mitad son de mayoría católica y la otra mitad de mayoría protestante— ya que Alemania es un Estado federal y los contenidos se acuerdan entre los representantes de cada comunidad religiosa y los gobiernos regionales. En cuanto al islam no existe una asignatura de religión de esa confesión debido a la dificultad para encontrar representantes aceptados por toda la comunidad. En algunos länder se enseñan "elementos del islam" integrados en la asignatura de turco, cuyos contenidos son pactados entre el gobierno alemán y el gobierno de Turquía. Así pues los musulmanes que no sean turcos no tienen asignatura de religión y deben acudir a sus respectivas comunidades para recibir formación religiosa, sin que el Estado intervenga.

#### España
Con los sucesivos cambios en las leyes educativas en España, la asignatura de religión ha tenido distinto tratamiento a lo largo de los años. De acuerdo con la LOE (2006), la asignatura de religión es de oferta obligatoria para los centros, aunque de elección voluntaria por parte de los alumnos. La asignatura es confesional y puede ser de religión católica, evangélica, islámica o judía. En la práctica totalidad de los casos se trata de religión católica, la religión mayoritaria en España, y sus contenidos deben ajustarse a lo establecido en el Concordato entre el Estado español y la Santa Sede de 1953. La alternativa a la religión es una asignatura vacía de contenido.
La LOMCE de diciembre de 2013 ha vuelto a dar plena validez académica a la asignatura de religión —contará en el expediente académico por lo que se contabilizará para pedir una beca, por ejemplo— y ha establecido una materia alternativa que se llama Valores Sociales y Cívicos en Primaria y Valores Éticos en ESO, desapareciendo definitivamente la materia Educación para la ciudadanía. En Bachillerato la Religión forma parte de las asignaturas específicas optativas, tanto en 1º como en 2º.

#### Francia
Al tratarse de un Estado laico la asignatura de religión no existe en los centros públicos, ni la República paga profesores de religión en ningún nivel.  Los centros privados, en un 90% religiosos, pueden incluir la asignatura de religión en sus programas, pero en Francia más del 80% de los alumnos de primaria y secundaria estudian en escuelas y liceos públicos. El Estado facilita que los alumnos puedan recibir enseñanza religiosa "en privado" en sus iglesias, mezquitas, sinagogas, etc; dejando el miércoles por la tarde libre de clases.
Una excepción la constituyen las regiones de Alsacia y de Lorena, en donde se aplica todavía el Concordato de 1801 entre Francia y la Iglesia Católica. Así en los colegios públicos de Alsacia y de Lorena se puede elegir entre clases de religión católica, protestante y judía, los profesores de religión son pagados por la República y la asignatura de religión es obligatoria, aunque recientemente los padres pueden pedir una dispensa para su hijo. El 21 de febrero de 2013 el Tribunal Constitucional francés declaró constitucional el régimen de enseñanza religiosa en los centros públicos de Alsacia y Lorena.

#### Italia
La inmensa mayoría de los alumnos asisten a centros públicos —sólo unos cientos de miles van a la escuela privada— que tienen la obligación de ofertar la asignatura de religión católica —no se oferta ninguna otra confesión religiosa a pesar de existir un millón de musulmanes—. Los profesores de la asignatura son nombrados por los obispos y pagados por el Estado, sin que necesiten acreditar ninguna titulación como el resto del profesorado. Los alumnos que no quiere cursar la asignatura de religión católica tienen que escoger otra asignatura optativa.

#### Países Bajos
Siguiendo su tradición de tolerancia en los Países Bajos está reconocida la libertad de enseñanza, que permite a cualquier particular o comunidad fundar una escuela con la orientación religiosa que quiera o sobre principios laicos. Estas llamadas "escuelas especiales", que constituyen más de las tres cuartas partes de los centros educativos, son supervisadas y subvencionadas íntegramente por el Estado, al igual que las "escuelas públicas" fundadas por el Estado y gestionados por los ayuntamientos, que suponen menos de la cuarta parte del total. Todas las escuelas están obligadas a impartir una asignatura de ética, que debe incluir conocimientos sobre la mayoría de las religiones, pero esta asignatura es a menudo aprovechada por la "escuela especial" fundada por una comunidad religiosa para enseñar únicamente sus propias creencias, y además las "escuelas especiales" de este tipo suelen ampliar las horas dedicadas a la religión para que pastores, sacerdotes o imanes impartan enseñanzas según su confesión —protestante, católica o musulmana, respectivamente—, sin necesidad de tener ningún título especial —a diferencia de lo que sucede con los profesores de "ética" que son seleccionados con los mismos criterios que los del resto de asignaturas—.

#### Portugal
La religión es una asignatura optativa y la clase se imparte siempre al final del horario lectivo ya que no existe una materia alternativa para aquellos alumnos que no quieran cursarla. En primaria el 50% de los alumnos escoge la asignatura pero el número se reduce ostensiblemente en secundaria ya que no superan el 12%. Durante la dictadura de Oliveira Salazar la asignatura de la religión era obligatoria y tras la revolución de los claveles de 1974 se convirtió en optativa aunque los alumnos que no la escogían tenían que cursar una materia alternativa de educación cívica. Pero como esta asignatura en la mayoría de los centros no se ofertaba, con lo que se creaba un hueco en el horario de los alumnos que no asistían a clase de religión, se optó por suprimirla y poner las clases de religión al final de la jornada escolar.

#### Reino Unido
La instrucción religiosa está estructurada de manera diferente en cada uno de los cuatro países que forman el Reino Unido. En Inglaterra, la instrucción religiosa se llama educación religiosa. La Educación Religiosa ocupa una posición inusual en el currículo. Esto se debe a que la Educación Religiosa es parte del 'Currículo Básico' y no es parte del 'Currículo Nacional'. Desde la época de la Ley de Educación Primaria de 1870, se ha incluido una cláusula legal que permite a los padres retirar a sus alumnos, por cualquier motivo, de las lecciones de Educación Religiosa.
En Inglaterra, la legislación más reciente sobre Educación Religiosa es la Ley de Reforma Educativa de 1988. Esta Ley establece que cada Autoridad Local debe crear un plan de estudios que contenga los objetivos y el contenido de las lecciones de Educación Religiosa. Una Autoridad Local debe organizar un Consejo Consultivo Permanente sobre Educación Religiosa [en inglés, se usa comúnmente la abreviatura SACRE], en el que participan representantes de las comunidades locales de fe religiosa, maestros y la propia autoridad local.
Hay poca orientación gubernamental sobre lo que una autoridad local y un consejo consultivo permanente sobre educación religiosa deben incluir en su plan de estudios, sin embargo, la Ley de reforma educativa de 1988 deja claro que un programa de estudios debe reflejar el hecho de que las tradiciones religiosas en Gran Bretaña están en el cristiano principal teniendo en cuenta las enseñanzas y prácticas de las demás religiones principales representadas en Gran Bretaña.
La Ley de Academias de 2010 introdujo academias en Inglaterra. Las academias están financiadas por el estado, pero permanecen fuera del control de las autoridades locales. Si bien los líderes de la academia pueden optar por seguir el plan de estudios acordado localmente para su área, no existe ningún requisito legal para que lo hagan.
En Irlanda del Norte, la instrucción religiosa es una materia obligatoria denominada educación religiosa. La materia debe impartirse de acuerdo con un programa de estudios básico, que fue desarrollado por grupos eclesiásticos y el Consejo para el Currículo, Exámenes y Evaluación (CCEA). La asignatura incluye el estudio del cristianismo, la moralidad y las principales religiones del mundo. En Key Stage 4, los alumnos deben examinar las perspectivas de diferentes grupos eclesiásticos.  Al igual que en Inglaterra, los padres tienen derecho a oponerse a que sus hijos asistan a clases.
En Escocia, la instrucción religiosa es una materia básica obligatoria denominada educación religiosa y moral y es diferente en las escuelas no confesionales y en las escuelas católicas romanas. En las escuelas no confesionales, la materia incluye el estudio del cristianismo, las principales religiones del mundo y las creencias no religiosas. En las escuelas católicas romanas, la materia incluye el estudio del cristianismo católico y las principales religiones del mundo. Al igual que en Inglaterra e Irlanda del Norte, los padres tienen derecho a oponerse a que sus hijos asistan a clases.
En Gales, la instrucción religiosa se llama Religión, Valores y Ética. La materia incluye el estudio del cristianismo y las otras religiones importantes del mundo. La materia también debe enseñarse de una manera que refleje que existen una serie de creencias filosóficas o no religiosas en Gales. La materia siempre debe enseñarse de manera objetiva y crítica y los profesores de ER deben adoptar un enfoque imparcial de la materia que no fomente un punto de vista religioso o no religioso. A diferencia de Inglaterra, Irlanda del Norte y Escocia, los padres no tienen derecho a oponerse a que sus hijos asistan a clases.

### América Latina

#### Perú
Las escuelas públicas y privadas brindan el curso de educación religiosa en primaria y en secundaria. El curso forma parte del currículo escolar y su contenido es definido por la Oficina Nacional de Educación Católica (ONDEC) y el Ministerio de Educación, por este motivo el contenido se enfoca solamente en la religión católica. Es posible solicitar la exoneración durante la matrícula en colegios estatales y privados (incluso en colegios privados religiosos). Debido a que no existe un reemplazo oficial para los alumnos exonerados, no se incluye el curso de religión en el promedio, por lo que la nota no se ve afectada. La base legal para la existencia del actual curso de religión está en el artículo XIX del acuerdo entre la Santa Sede y la República del Perú firmado en 1980. La base legal que permite la exoneración son el artículo 8 de la Ley N.º 29635 - Ley de Libertad Religiosa y el artículo 42 del Reglamento de la Ley General de Educación.